# Владычино (городской округ Химки)
Владычино — деревня в Московской области России. Входит в городской округ Химки. Население — 37 чел. (2010).

## География
Деревня Владычино расположена в центральной части Московской области, на севере округа, примерно в 17 км к северо-западу от центра города Химки и в 28 км к юго-востоку от города Солнечногорска, в 17 км от Московской кольцевой автодороги, на левом берегу реки Клязьмы.
В деревне 6 улиц — Западная, Клязьминская, Полевая, Полянка, Родниковая и Северная. Ближайшие населённые пункты — деревни Лунёво, Поярково и Мышецкое.
Вблизи деревни находится разрушенная усадьба Иевлево-Знаменское.

## История
В «Списке населённых мест» 1862 года Владычина (старая и новая, Владышина) — владельческая деревня 6-го стана Московского уезда Московской губернии между Санкт-Петербургским шоссе и Рогачёвским трактом, в 33 верстах от губернского города, при речке Клязьме, с 32 дворами и 247 жителями (139 мужчин, 108 женщин).
По данным на 1890 год входила в состав Озерецкой волости Московского уезда, число душ составляло 150 человек.
В 1913 году — 39 дворов и земское училище.
По материалам Всесоюзной переписи населения 1926 года — деревня Мышецкого сельсовета Трудовой волости Московского уезда, проживало 227 жителей (106 мужчин, 121 женщина), насчитывалось 54 крестьянских хозяйства.
С 1929 года — населённый пункт в составе Коммунистического района Московского округа Московской области. Постановлением ЦИК и СНК от 23 июля 1930 года округа как административно-территориальные единицы были ликвидированы.
1929—1935 гг. — деревня Мышецкого сельсовета Коммунистического района.
1935—1939 гг. — деревня Мышецкого сельсовета Солнечногорского района.
1939—1954 гг. — деревня Мышецкого сельсовета Краснополянского района.
1954—1959 гг. — деревня Поярковского сельсовета Краснополянского района.
1959—1960 гг. — деревня Поярковского сельсовета Химкинского района.
1960—1963 гг. — деревня Поярковского сельсовета Солнечногорского района.
1963—1965 гг. — деревня Поярковского (до 31.08.1963) и Искровского сельсоветов Солнечногорского укрупнённого сельского района.
1965—1994 гг. — деревня Искровского сельсовета Солнечногорского района.
В 1994 году Московской областной думой было утверждено положение о местном самоуправлении в Московской области, сельские советы как административно-территориальные единицы были преобразованы в сельские округа.
В 1994—2004 гг. деревня входила в Искровский сельский округ Солнечногорского района, в 2005—2019 годах — в Лунёвское сельское поселение Солнечногорского муниципального района, в 2019—2022 годах  — в состав городского округа Солнечногорск, с 1 января 2023 года включена в состав городского округа Химки.

## Население
| 1852 | 1859 | 1890 | 1899 | 1926 | 1966 | 1998 |
| ---- | ---- | ---- | ---- | ---- | ---- | ---- |
| 255  | ↘247 | ↘150 | ↗155 | ↗227 | ↘193 | ↘29  |
| 2002 | 2010 |      |      |      |      |      |
| ↗31  | ↗37  |      |      |      |      |      |